# Mitterwiedenhof
Mitterwiedenhof ist ein Ortsteil der Gemeinde Vierkirchen im oberbayerischen Landkreis Dachau.

## Beschreibung
Die drei benachbarten Einöden Ober-, Mitter- und Unterwiedenhof liegen gut zwei Kilometer ostsüdöstlich des Kernortes Vierkirchen. Eine Gemeindestraße führt Richtung Vierkirchen und zur weiter östlich verlaufenden Kreisstraße DAH 4, eine weitere nach Rettenbach. Etwa 500 m südlich fließt der Biberbach.
Der Ort wurde vermutlich im 10. Jahrhundert aus dem Wald gerodet. 1090 ist er zusammen mit Unterwiedenhof als „Winnenhoven“ erstmals erwähnt. Eine mögliche Namensdeutung ist „Höfe auf der Weide“. Besitzer waren niedere Adelige, das Kloster Indersdorf sowie Kammerberger und Münchner Bürger.
Bis zur Gebietsreform in Bayern war Mitterwiedenhof Ortsteil der Gemeinde Biberbach. Am 1. Mai 1978 wurde diese aufgelöst, Mitterwiedenhof kam zu Vierkirchen.